# Tea Ista
Dorothea (Tea) Ida Eveliina Ista, född 12 december 1932 i Evijärvi, död 20 februari 2014 i Esbo, var en finländsk skådespelare. 
Ista utbildades vid Finska teaterskolan 1953–1956 och fick anställning vid Finlands nationalteater 1956. Av hennes roller kan nämnas Julia i Romeo och Julia, Ala i Tango, Margareta i Faust, Masja i Tre systrar och Rosalind i Som ni behagar. Ista, som i början av sin karriär för det mesta spelade i sin mans, Jack Witikkas, säkra regi, har även gjort många filmroller, till exempel i den av maken regisserade Pikku Pietarin piha. Trots att hon officiellt gick i pension 1999 fortsatte hon på teatern. År 2003 spelade hon Varvara Stavrogina i Demonerna. Andra betydande roller har hon haft i P.O. Enquists Bildmakarna, i Niki Silvers Lentoliskot och i Jouko Turkkas Valheita. Hon tilldelades Jussistatyetten 1958 och 1972, Ida Aalberg-priset 1993 samt Pro Finlandia-medaljen 1997.